# Кандиано, Пьетро III
Пье́тро III Кандиа́но (итал. Pietro III Candiano) — 21-й венецианский дож (942—959).

## Биография
Пьетро происходил из знатной венецианской семьи, давшей Венецианской республике несколько дожей. Его отец, Пьетро II Кандиано, также занимал этот пост в 932—939 годах. В 942 году уже сам Пьетро III был избран народным собранием венецианцев дожем.
В 948 году Пьетро организовал поход на проживавших на восточном побережье Адриатического моря славян-неретван, занимавшихся пиратством и мешавших венецианской торговле. Однако флот республики из тридцати трёх кораблей, над которыми командовали Урс Бадоварий и Пётр Росол, потерпел от славян поражение и был вынужден возвратиться в Венецию. Несмотря на эту неудачу, Пьетро III отправил к славянскому побережью Адриатики новый флот, которому удалось вынудить неретван заключить мир с Республикой святого Марка. Условием примирения долговременных врагов стала выплата Венеции ежегодной дани славянским пиратам в обмен на гарантии безопасности для венецианских купцов.
Покровительствуя патриархам Градо, Пьетро III Кандиано вёл морскую блокаду владений их соперников, патриархов Аквилеи. В борьбе с Аквилеей Пьетро III также успешно использовал экономический бойкот. В 951 году дож получил от короля Беренгара II не только подтверждение всех привилегий, данных ранее правителями Италии Венецианской республике, но и целый ряд дополнительных.
В конце 950-х годов Пьетро III столкнулся со смутой, организованной его старшим сыном Пьетро. Сам желая стать дожем, тот вербовал сторонников среди венецианцев и вынудил отца признать себя соправителем. В 959 году Пьетро Младший попытался захватить власть в республике, но потерпел неудачу. Изгнанный из Венеции, он прибыл ко двору Беренгара II и заслужил доверие этого монарха. Получив от короля шесть военных кораблей, Пьетро, сделав своей базой порт Равенны, совершил нападение на торговые суда Венеции. Уже в этом же году, с помощью Беренгара II и его сына Гвидо, Пьетро Младший смог возвратиться в Венецию, свергнуть своего отца и стать главой Республики святого Марка. Одним из факторов, способствовавших смещению Пьетро Старшего, стала эпидемия чумы, охватившая в это время город.
После лишения поста дожа, Пьетро III прожил по крайней мере ещё один год, так как его имя упоминается в одном из документов, датированных 960 годом. Дата и место его смерти неизвестны.
У Пьетро III Кандиано и его неизвестной по имени супруги были четыре сына, в том числе:
- Пьетро IV Кандиано (умер в 976) — дож Венеции (959—976)
- Доменико — епископ Торчелло
- Стефано — известен как работорговец.